# 에번 라이서첵
에반 프랭크 라이사첵(영어: Evan Frank Lysacek, 1985년 6월 4일 ~ )는 미국의 남자 피겨 스케이팅 선수이다. 2009년 세계 선수권 챔피언이자 2005, 2006년 4대륙 선수권 챔피언, 2009년 그랑프리 파이널 챔피언, 2007-2008 미국 선수권 챔피언, 2010 밴쿠버 동계 올림픽 금메달리스트이다.

## 기본 정보
- 생년월일: 1985년 6월 4일(39세)
- 신장: 188cm
- 출생지: 일리노이주 시카고
- 거주지: 캘리포니아주 로스앤젤레스
- 랭킹 : 1위[1]
- 코치: 프랭크 캐롤
- 안무가 : 타티야나 타라소바, 로리 니콜
- 취미: 스키, 필드하키, 테니스, 운전하기
- ISU(국제빙상연맹) 공인 개인 최고 기록
  - 쇼트 프로그램 : 90.30점 (2010 밴쿠버 올림픽)
  - 프리 프로그램 : 167.37점 (2010 밴쿠버 올림픽)
  - 총점 : 257.67 (2010 밴쿠버 올림픽)

## 경력

### 어린 시절
라이서첵은 8살에 피겨 스케이팅을 시작했다. 원래는 하키를 하기 원했으나 그의 어머니의 권유로 누나인 로라 라이서첵과 피겨스케이팅 강습을 받으면서 피겨선수의 세계로 입문하게 되었다. 
1996년, 라이서첵은 11세 미만의 선수들만이 참가하는 미국 선수권 대회에 출전하여 우승하였다. 1999년, 13세이하만이 참가하는 미국 선수권에서도 우승을 차지했다.
1999-2000년 시즌, 라이서첵은 주니어 선수로 국제 경기에 참가하게 되었다. 그는 2개의 주니어 그랑프리 대회에 출전하여 첫 대회는 7위, 두 번째 대회에서는 2위를 차지했다. 주니어 그랑프리 파이널에서는 3위에 입상하였다. 2000년 1월에 열린 미국 선수권에서는 14세의 나이로 주니어 챔피언에 올랐다.
2000-2001년 시즌, 라이서첵은 주니어 그랑프리 두 대회에서 모두 2위에 입상하였고, 주니어 그랑프리 파이널에서는 8위로 부진하였다. 2001년 1월에 열린 미국 선수권에서는 15세였으나, 시니어(Senior, 성인) 부문에 출전하였고 12위에 머물렀다. 이후 보결선수로 2001년 세계 주니어 선수권에 첫 출전하여 2위에 올랐다.
2001-2002년 시즌, 라이서첵은 갈비뼈 골절의 부상으로 인해 주니어 그랑프리에 출전하지 못했다. 2002년 1월에 열린 미국 선수권에서는 작년과 마찬가지로 12위에 머물렀으며, 2002년 세계 주니어 선수권 출전 자격을 얻지 못했다.
2002-2003년 시즌, 라이서첵은 주니어 그랑프리에 출전하여 두 대회에서 모두 2위에 입상하였고, 주니어 그랑프리 파이널에서는 5위를 차지했다. 2003년 1월에 열린 미국 선수권에서는 7위를 차지하여 2003년 4대륙 선수권과 주니어 선수권 출전 자격을 얻었다. 4대륙 선수권에서는 10위를 차지했으며 주니어 선수권에서는 2년 전과 같은 2위의 성적을 거두었다.

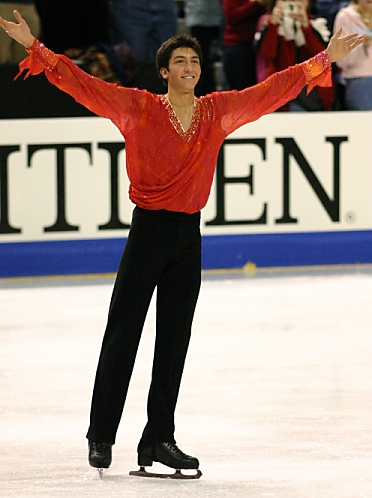
2004년 4대륙 선수권에서의 라이서첵.

2003-2004년 시즌, 고등학교를 졸업한 라이서첵은 새로운 코치로 프랭크 캐롤을 선택했다. 라이서첵은 주니어 그랑프리 두 대회에 출전하여 두 번 모두 금메달을 차지했고, 주니어 그랑프리 파이널에서도 우승을 차지하여, 첫 국제무대 타이틀을 얻게 되었다.
2004년 1월에 열린 미국 선수권에서는 5위에 입상하여, 4대륙 선수권과 세계 주니어 선수권 출전자격을 얻었다. 4대륙 선수권에서는 동메달을 따냈으며 이것은 라이서첵의 첫 시니어 국제대회 메달이었다. 이어 열린 세계 주니어 선수권에서는 은메달을 차지했다. 이것은 2002, 2004년에 이은 라이서첵의 3번째 주니어 선수권 은메달이었다.

### 2004-2005년 시즌
19세의 라이서첵은 본격적으로 시니어 국제 대회에만 출전하게 되었다. 라이서첵은 두 개의 시니어 그랑프리 대회에 출전자격을 얻었다. 그러나 엉덩이 부상을 가진 채로 출전한 2004년 스케이트 아메리카에서는 5위의 성적을 거두었으며, 2004년 컵 오브 러시아는 기권하였다.
2005년 1월에 열린 미국 선수권에서는 동메달을 따내며 4대륙 선수권과 세계 선수권 출전 자격을 얻었다. 4대륙 선수권에서는 국제 대회 데뷔 이후로 첫 금메달을 따냈으며, 세계 선수권에서는 3위의 성적을 거두었다. 시니어 세계 선수권에 처음으로 출전하여 메달을 딴 선수는 2002년 올림픽 금메달리스트 알렉세이 야구딘, 2006년 올림픽 금메달리스트 예브게니 플루셴코 이후로 사상 세 번째였다.

### 2005-2006년 시즌
라이서첵은 2005년 스케이트 아메리카에 출전하여 2위를 차지했으며 2005년 NHK 트로피에서도 역시 2위를 차지하여, 그랑프리 시리즈에서 가장 좋은 성적을 거둔 스케이터 6명만이 출전하는 그랑프리 파이널의 출전 자격을 얻었다. 그러나 그의 오른쪽 엉덩이 부상으로 인해 파이널을 기권하였다.
2006년 1월에 열린 미국 선수권에서는 2위에 입상하여 2006년 동계 올림픽과 2006년 세계 선수권의 출전권을 획득했다.
2006년 동계 올림픽에서는 쇼트프로그램 10위로 부진한 모습을 보였는데 이때 그는 위염을 앓고 있었다. 그러나 프리스케이트에서 큰 실수 없는 연기로 좋은 점수를 얻으면서, 종합 4위의 성적을 거두었다.
2006년 세계 선수권에서는 2005년과 마찬가지로 3위에 입상하였다. 이 대회에서 라이서첵은 처음으로 4회전 점프를 성공시켰다.

### 2006-2007년 시즌
라이서첵은 2006년 스케이트 아메리카에 출전하여 2위, 2006년 컵 오브 차이나에서 우승을 차지하여, 작년에 이어 그랑프리 파이널의 출전 자격을 얻었다. 그러나 파이널에서 쇼트프로그램이 끝난 후 엉덩이에 다시 부상을 입어 프리스케이트를 기권하였다.
2007년 1월에 열린 미국선수권에서는 우승을 차지했다. 이것은 라이서첵의 미국선수권 첫 우승이었으며, 이 대회 성적으로 4대륙 선수권과 세계 선수권의 출전 자격을 얻었다.
4대륙 선수권에서는 2005년 대회에 이어 두 번째로 우승을 차지했으며, 이어 열린 세계 선수권에서는 5위에 머물렀다.

### 2007-2008년 시즌

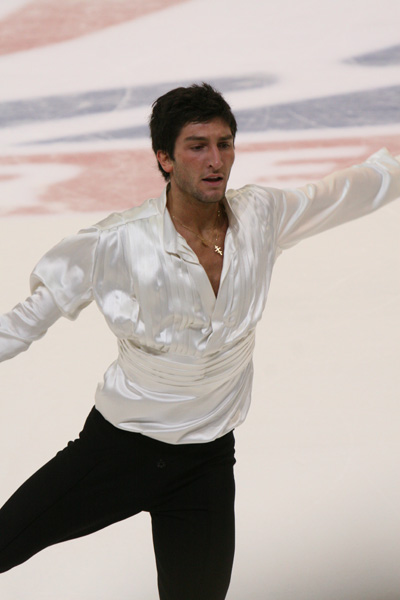
2007년 스케이트 아메리카에서의 라이서첵.

라이서첵은 2007 스케이트 아메리카에 출전하여 2위, 2007년 컵 오브 차이나에서는 3위를 차지하며 3년 연속으로 그랑프리 파이널에 출전하게 되었다. 그랑프리 파이널에서는 동메달의 성적을 거두어, 처음으로 그랑프리 파이널 시상대에 오를 수 있었다.
2008년 1월에 열린 미국선수권에서는 라이벌 조니 위어를 누르고 2년 연속 미국 챔피언의 자리에 올라, 4대륙 선수권과 세계 선수권 출전권을 획득했다.
한국 고양시에서 열린 2008년 4대륙 선수권에서는 역대 개인 최고 성적으로 3위를 차지하였다. 그러나 세계 선수권을 앞두고 라이서첵은 훈련 중에 넘어져 팔이 골절되는 부상을 입었으며 결국 세계 선수권 출전을 포기하였다.

### 2008-2009년 시즌
라이서첵은 2008년 스케이트 아메리카에 출전하여 3위, 2008년 스케이트 캐나다에서는 18세의 신예 패트릭 챈에게 밀리며 역시 3위에 머물렀으며, 이로 인해 그랑프리 파이널에 출전 자격을 얻을 수 없었다.
2009년 1월에 열린 미국선수권에서도 부진함을 보이며 3위에 입상하여, 4대륙 선수권과 세계 선수권의 출전자격을 얻었다.
캐나다의 밴쿠버에서 열린 4대륙 선수권에서는 2위를 차지하였으며, 이어 미국 로스앤젤레스에서 열린 2009년 세계 선수권에서는 우승을 차지했다. 이것은 라이서첵의 첫 세계선수권 챔피언 타이틀이자, 미국 남자 피겨스케이팅에서 16년 만의 세계 선수권 금메달이었다.

## 경기 결과

### 2004년 이후

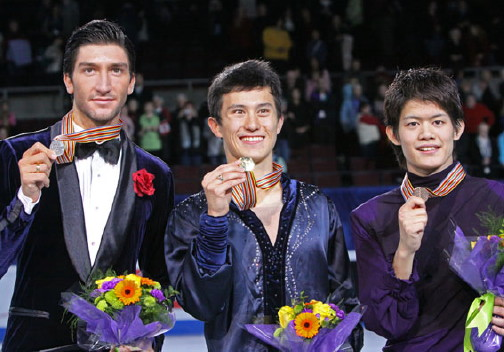
2009년 4대륙 선수권 시상식 의 라이서첵(왼쪽).

| Event             | 2004–2005 | 2005–2006 | 2006–2007 | 2007–2008 | 2008–2009 | 2009-2010 |
| ----------------- | --------- | --------- | --------- | --------- | --------- | --------- |
| 동계 올림픽       |           | 4위       |           |           |           | 1위       |
| 세계 선수권       | 3위       | 3위       | 5위       | 기권      | 1위       |           |
| 4대륙 선수권      | 1위       |           | 1위       | 3위       | 2위       |           |
| 미국 선수권       | 3위       | 2위       | 1위       | 1위       | 3위       | 2위       |
| 그랑프리 파이널   |           |           | 기권      | 3위       |           | 1위       |
| 스케이트 아메리카 | 5위       | 2위       | 2위       | 2위       | 3위       | 1위       |
| 스케이트 캐나다   |           |           |           |           | 3위       |           |
| 컵 오브 차이나    |           |           | 1위       | 2위       |           | 2위       |
| NHK 트로피        |           | 2위       |           |           |           |           |
| 컵 오브 러시아    | 5위       |           |           |           |           |           |

### 2004년 이전
| Event                       | 1998–1999 | 1999–2000 | 2000–2001 | 2001–2002 | 2002–2003 | 2003–2004 |
| --------------------------- | --------- | --------- | --------- | --------- | --------- | --------- |
| 세계 주니어 선수권          |           |           | 2위       |           | 2위       | 2위       |
| 4대륙 선수권                |           |           |           |           | 10위      | 3위       |
| 미국 선수권                 | 1위 N.    | 1위 J.    | 12위      | 12위      | 7위       | 5위       |
| 주니어 그랑프리 파이널      |           |           | 8위       |           | 5위       | 1위       |
| 주니어 그랑프리, 크로아티아 |           |           |           |           |           | 1위       |
| 주니어 그랑프리, 일본       |           |           |           |           |           | 1위       |
| 주니어 그랑프리, 캐나다     |           | 7위       |           |           | 2위       |           |
| 주니어 그랑프리, 프랑스     |           |           |           |           | 2위       |           |
| 주니어 그랑프리, 노르웨이   |           |           | 2위       |           |           |           |
| 주니어 그랑프리, 독일       |           |           | 2위       |           |           |           |
| 주니어 그랑프리, 스웨덴     |           | 1위       |           |           |           |           |

- N = 노비스(12세 미만), J = 주니어(13세 이상 ~ 19세 미만)

## 같이 보기
- 패트릭 챈
- 조니 위어
- 브리앙 주베르
- 다카하시 다이스케
- 제프리 버틀